# Franz Egon von Fürstenberg-Heiligenberg

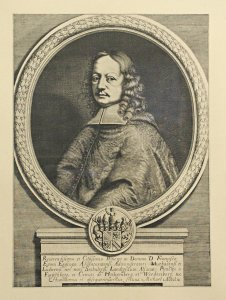
Bischof Franz Egon von Fürstenberg-Heiligenberg

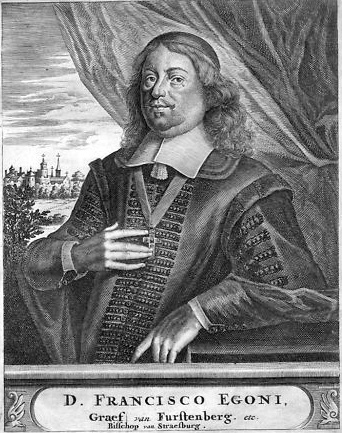
Franz Egon von Fürstenberg-Heiligenberg

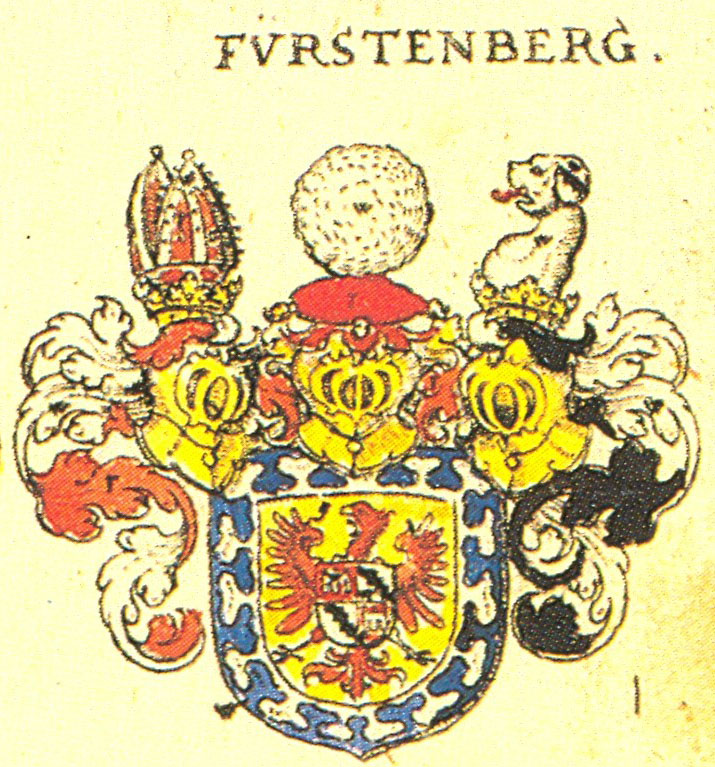
Wappen des Hauses Fürstenberg nach Siebmachers Wappenbuch von 1605

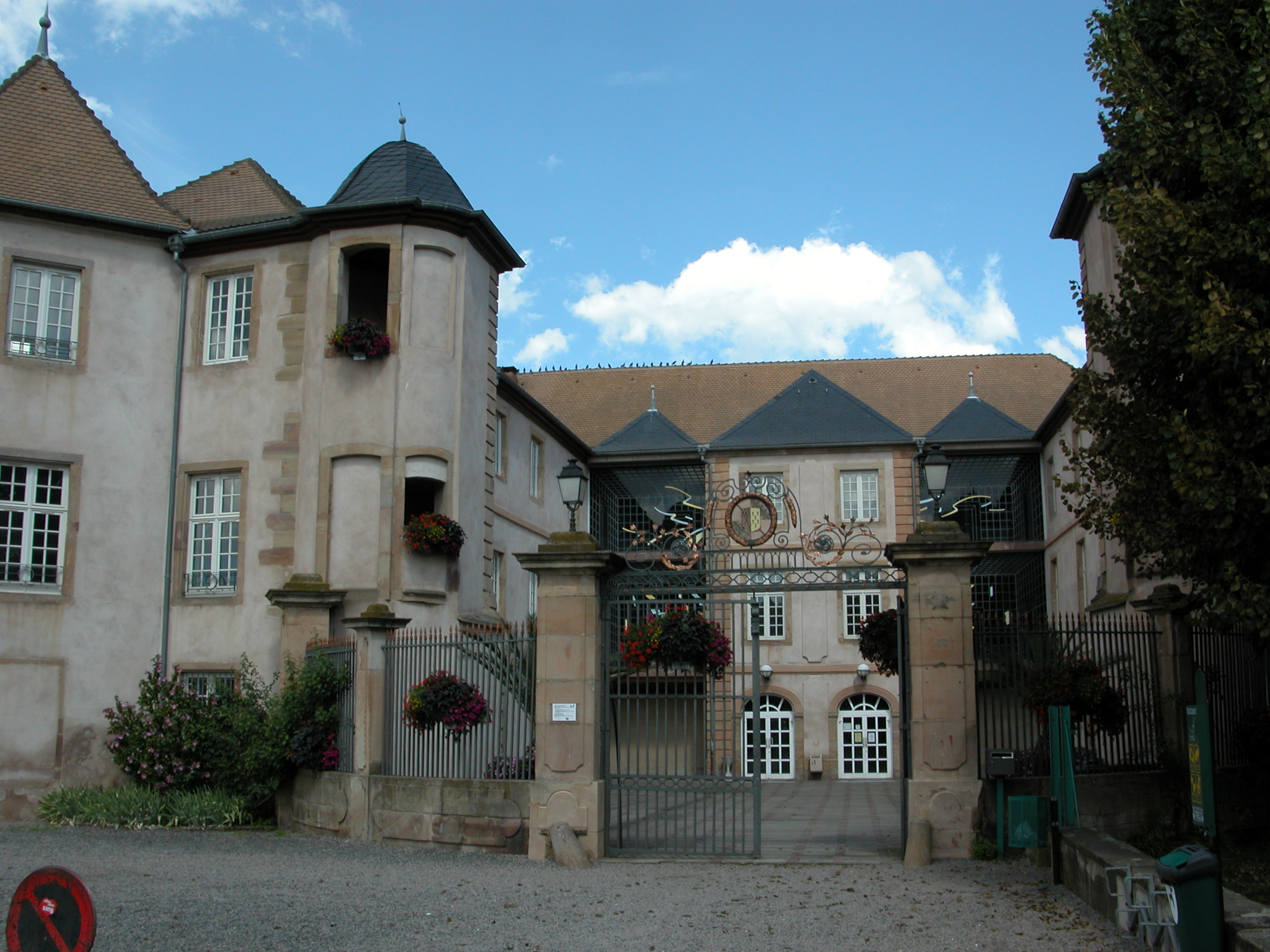
1673 für Fürstenberg gebaut: das Rohan-Schloss in Mutzig

Franz Egon von Fürstenberg-Heiligenberg (* 10. April 1626 in Heiligenberg; † 1. April 1682 in Köln) war Bischof von Straßburg, Fürstabt von Murbach (von 1663 bis 1682) sowie Kurkölnischer Premierminister.

## Leben
Franz Egon war der Sohn des bayerischen Generalfeldzeugmeisters Landgraf Egon VIII. von Fürstenberg-Heiligenberg (1588–1635) und dessen Ehefrau, Gräfin Anna Maria von Hohenzollern-Hechingen (1603–1652). Sein jüngerer Bruder Wilhelm Egon von Fürstenberg wurde sein Nachfolger im Bischofsamt.
Schon als Kind war Franz Egon mit dem etwa gleichaltrigen bayerischen Prinzen Maximilian Heinrich, dem späteren Kölner Kurfürsten, befreundet und ihm als Gesellschafter beigegeben. Bereits 1634 wurde Franz Egon Domizellar am Kölner Dom. Nachdem er 1644 die Weihe zum Subdiakon empfangen hatte, wurde er in Köln Domherr und Stiftsherr an St. Gereon zu Köln. Später erwarb er auch noch ein Domkanonikat zu Hildesheim. Seit 1650 Oberisthofmeister und Erster Minister in Kurköln, wurde er 1652 auch Geheimer Rat im Hochstift Lüttich. Seit 1653 Propst an St. Gereon in Köln, Domherr zu Minden, Straßburg und Lüttich, kurz darauf auch Kanoniker am Aachener Marienstift, wurde er 1655 Domdechant in Köln.
König Ludwig XIV. von Frankreich setzte 1653 die Wahl seines Verbündeten zum Bischof von Metz durch, wozu jedoch die Päpstliche Ernennung ausblieb, so dass die Wahl ohne Wirkung war. Dafür wurde er 1660 Domherr zu Speyer und Fürstabt zu Stablo-Malmedy, eine Wahl, die der Papst erst 1668 bestätigte. Nachdem er am 16. Oktober 1660 zum Priester geweiht worden war, wurde Fürstenberg am 19. Januar 1663 zum Bischof von Straßburg gewählt und am 30. Juli 1663 auch als Bischof vom Papst bestätigt. Im selben Jahr (1663) wählte ihn das Kölner Domkapitel zum Dompropst und empfing er die Bischofsweihe. 1664 in den Fürstenstand erhoben, wurde er zudem 1664 auch Fürstabt von Murbach und Lüders.
Die Brüder Fürstenberg waren sehr franzosenfreundlich und bestimmten lange Zeit die Politik in Bonn, der damaligen kurkölnischen Residenzstadt, und des Kurstaates. Ganz besonders, nachdem Kurfürst Maximilian Heinrich ihn 1650 zum Kurkölnischen Obristlandhofmeister und Premierminister am Bonner Hof ernannt hatte. Zusammen mit seinem Bruder lebte Franz Egon zeitweilig in Bonn. Für das Jahr 1666 ist der Kauf des Hauses »Zur Blomen« vom Kurfürsten verbürgt, der das Haus fünf Jahre zuvor von den Söhnen der Elisabeth Kurtzrock erworben hatte. Nachdem Köln 1674 zum Frieden mit Holland genötigt worden war, begab sich Franz Egon von Fürstenberg nach Straßburg und betrieb dort eine franzosenfreundliche Politik, mit deren Hilfe sich Ludwig XIV. der Stadt bemächtigen konnte. Nun, 1681, konnte Franz Egon dort wieder seinen Bischofssitz einnehmen. Er kehrte kurz darauf nach Köln zurück in der Hoffnung, den Kurstuhl erlangen zu können, doch war er beim Kurfürsten in Ungnade gefallen. Am 1. April 1682 starb Franz Egon in Köln. Seine Gebeine liegen im Dom begraben.
Fürstenberg ließ sich in Mutzig im Elsass ein Schloss im damaligen barocken Stil bauen, das 1673 bezugsfertig wurde. Später wurde es von Armand de Rohan und seinen  Nachfahren übernommen, weswegen es noch heute als Rohan-Schloss (Château des Rohan) bezeichnet wird.